# Florin Tița
Florin Tița (21 agosto 1998) è un lottatore rumeno specializzato nella lotta greco-romana.

## Biografia
Ha vinto la medaglia d'argento nella lotta greco romana ai Europei di Bucarest 2019 nella categoria 55 chilogrammi.

## Palmarès
- Europei

Bucarest 2019: argento nei 55 kg